# Autoroute A5 (Pays-Bas)
L'autoroute néerlandaise A5 est une autoroute des Pays-Bas, qui relie l'A4 à l'A9 dans la commune de Haarlemmermeer. Sa longueur est de 7 km. Mise en service en 2003, et longeant dans sa majeure partie la Polderbaan de l'aéroport d'Amsterdam-Schiphol, elle est destinée à soulager le trafic des voies d'accès aux infrastructures aéroportuaires.